# آورو کلاب کادت
آورو کلاب کادت (به انگلیسی: Avro Club Cadet) یک هواپیمای ساختِ کارخانهٔ آورو در کشور بریتانیا است که در سال ۱۹۳۳ ساخته شد. این هواپیما در ۱۹۳۳ میلادی نخستین پرواز خود را انجام داد.